# Irv Gotti
Irv Gotti, pseudonimo di Irving Domingo Lorenzo Jr. (Hollis, 26 giugno 1970 – New York, 5 febbraio 2025), è stato un produttore discografico statunitense di musica hip hop e R&B. Era a capo dell'etichetta discografia The Inc., precedentemente denominata Murder Inc. Records.

## Biografia
Irv Gotti è conosciuto soprattutto per aver prodotto i dischi per svariati artisti quali Mic Geronimo, DMX, Nas, e specialmente uno dei simboli dell'hardcore hip hop, Ja Rule. Si può considerare il quarto uomo più importante dell'hip hop commerciale, dietro Jay-Z, Dr. Dre e Pharrell Williams. Mise sotto contratto e/o produsse artisti di successo come Ja Rule, Ashanti, Vita, Cadillac Tah, Black Child, Charli Baltimore, Bobby Brown. Apaprve in video di Ashanti (in Foolish) e Ja Rule (Down 4 U). Produsse anche gran parte dei primi due album di DMX, i due remix numero 1 di J.Lo I'm Real e Ain't It Funny (Murder Remix) e la hit di Mary J. Blige Rainy Dayz (tutte queste tracce vedono il featuring di Ja Rule).
Morì il 5 febbraio 2025 a causa di un ictus, all'età di 54 anni.

## Vicende giudiziarie
- Durante il 2004, la sua etichetta Murder Inc fu posta sotto investigazione per un presunto riciclaggio di denaro proveniente dal commercio di droga da parte di "Supreme" McGriff. Il 25 gennaio 2005, Gotti e suo fratello Chris proclamarono la loro innocenza; vennero liberati su cauzione pari a un milione di dollari, non essendo state provate le accuse ai loro danni.[2]

- Il 16 novembre 2005, il procuratore federale Sean Haran affermò alla dichiarazione di apertura della Corte Distrettuale che Irving Lorenzo e suo fratello Christopher "used their corporate bank accounts to clean drug money" ("utilizzavano i loro conti bancari per pulire soldi provenienti dallo spaccio di droga"). Secondo Haran, il trafficante già condannato Kenneth "Supreme" McGriff, portò sacchi della spesa e scatole di scarpe piene di soldi all'ufficio dell'etichetta a Manhattan. La label a quel punto avrebbe staccato assegni a McGriff per un totale di 280.000 dollari. Le forze dell'ordine sostenevano che McGriff si permise di ripulire con questo metodo più di un milione di dollari attraverso la Murder Inc. Records in cambio di "protezione" per l'etichetta. I Procuratori hanno aggiunto che i fratelli Lorenzo erano a conoscenza del piano per l'uccisione del famoso rapper 50 Cent.[3]

- Il 2 dicembre 2005, Irving Lorenzo e suo fratello Christopher vennero prosciolti da ogni accusa di riciclaggio. I due fratelli rischiavano 20 anni di prigione. La difesa dimostrò l'estraneità alle accuse e che nel rapporto con il trafficante McGriff i due fossero semplicemente vittime.[4]